# Фредерикс, Стэнтон
Стэнтон Дункан Фредерикс (англ. Stanton Duncan Fredericks; 13 июня 1978, Йоханнесбург, ЮАР) — южноафриканский футболист, выступал за сборную ЮАР.

## Карьера

### Клубная
Профессиональную карьеру начинал за «Витс Юниверсити» из Йоханнесбурга, за который за 5 лет провёл 115 матчей в чемпионате ЮАР и забил 10 мячей. В начале 2001 года выступал за швейцарский «Грассхоппер» из Цюриха, однако там не смог долго задержаться и вернулся на родину в клуб «Кайзер Чифс», где был любимцем южноафриканской публики, игры с участием «Чифс» собирали иногда 60 тысяч зрителей, которые скандировала имя Стэнтона. В начале лета 2004 года Стэнтон собирался перебраться в Англию в клубы «Ноттингем Форест» и «Портсмут», но не получил разрешения на работу. Вариант с Португалией тоже сорвался, после чего Фредериксу предложили играть в России и всего лишь за одну неделю организовали его трудоустройство, где начал выступать за «Москву», за которую дебютировал 25 июля 2004 года в домашнем матче против пермского «Амкара», на 76-й минуте выйдя на замену Будуну Будунову и отличившись в той игре жёлтой карточкой. Всего за 2 года в России Стэнтон сыграл 13 матчей в Премьер-Лиге и 5 в кубке России. После чего летом 2006 года вернувшись в ЮАР, Фредерикс начал выступать за клуб «Орландо Пайретс», после чего оказался в аренде «Суперспорт Юнайтед», главный тренер которого Стэнли Мэттьюз заявлял, что Стэнтон, как и экс-ростовчане Рован Хендрикс и Тони Койл, в российском чемпионате потеряли в мастерстве. Они не задерживались в «Суперспорте» больше, чем на полгода, из-за того, что уровень их игры не отвечал предъявляемым требованиям. Мэттью скачал, что возможно, причина в том, что в России футболисты имели очень мало игровой практики. С 2007 по 2010 годы играл в клубе Второго греческого дивизиона «Пиерикос». Завершал профессиональную карьеру в «Витс Юниверсити».

### Международная
С 1995 по 1997 годы провёл 19 матчей за молодёжную сборную ЮАР, забил 1 гол. В 2000 году был в заявке сборной ЮАР на Олимпийских играх в Сиднее. За главную команду страны в период с 2002 по 2004 годы отыграл 14 матчей, забив при этом 2 гола. Участник Кубка африканских наций 2004 года.